# Postman's Knock
Postman's Knock is een Britse film uit 1962. De film is zwart-wit en duurt 88 minuten.

## Verhaal
Harold Petts, een postbode, wordt gepromoveerd van zijn kleine dorpje naar Londen, waar hij bij aankomst, zonder dat hij het doorheeft, een posttreinroof voorkomt. Zowel de rovers als de politie denken dat hij bij een andere bende hoort en de politie verdenkt hem van een diefstal bij het postkantoor waar hij werkt. Harold wordt echter een held wanneer hij erin slaagt de rovers te vangen als die een postzak  met bankbiljetten proberen te stelen. Hij mag terugkeren naar zijn dorp om daar postmeester te worden.

## Rolverdeling
| Acteur          | Personage    |
| --------------- | ------------ |
| Spike Milligan  | Harold Petts |
| Barbara Shelley | Jean         |
| John Wood       | P.C. Woods   |
| Warren Mitchell | Rupert       |
| Lance Percival  | Joe          |
| Arthur Mullard  | Sam          |
| John Bennett    | Pete         |